# Joan Neville
Joan Neville, död 1660, var en engelsk kvinna som avrättades för häxeri. 
Hon anklagades för att ha förhäxat adelsmannen Sir Orlando Bridgeman till döds. 
Hon dömdes som skyldig och avrättades genom hängning i Kingston-upon-Thames 3 september 1660. Detta var en under en period när häxförföljelserna minskade i England, då de hade börjat ebba ut efter 1660. 